# Santa Maria Nuova
Santa Maria Nuova est une commune italienne d'environ 4 132 habitants, située dans la province d'Ancône, dans la région Marches, en Italie centrale.

## Géographie
Santa Maria Nuova se trouve au milieu du Département d'Ancône, au cœur de la Région Marches, à 249 m d'altitude, sur les collines qui entourent la Vallée de l'Esino. Son territoire d'environ 18 km² s'étend sur trois collines : en provenant de Jesi (la ville de référence de la vallée) on trouve dans l'ordre Santa Maria Nuova, Collina et Monti. À la frontière avec la commune de Filotrano se trouve une zone industrielle, nommée Pradellona, qui est traversée par la rivière Musone.

## Climat
Malgré la proximité de la mer (environ 20 km), Santa Maria Nuova a un climat plutôt continental : les hivers sont froids et humides, caractérisés par beaucoup des brouillards et parfois de la neige (on rappelle les hivers en 1995 et 1996 avec 50–60 cm de neige et températures de -12 °C). Les étés sont humides et étouffants, caractérisés par l'absence du vent et des températures qui peuvent attendre plus de 40 °C (43 °C l'été 2003).

## Histoire
La présence de l'homme dans ce territoire, témoignée par nombreuses découvertes archéologiques, remonte à la préhistoire. Elles sont nombreuses, aussi, les pièces retrouvées de l'époque romaine (localité Pietrolone).
Les premières informations sur un vrai centre habité remontent à l'année 1201 ap. J.-C., année de la soumission à la ville de Jesi. À cette époque, le village s'appelait « Santa Maria delle Ripe » et il était localisé pas loin de l'actuel bourg, dans une zone caractérisée, encore aujourd'hui, par des formations géologiques appelées « ripe » (badlands).

## Administration
| Période                                  | Période  | Identité        | Étiquette | Qualité |
| ---------------------------------------- | -------- | --------------- | --------- | ------- |
| mai 2006                                 | En cours | Andrea Moriconi |           |         |
| Les données manquantes sont à compléter. |          |                 |           |         |

### Hameaux
Collina, Monti, Pradellona

### Communes limitrophes
Filottrano, Jesi, Osimo, Polverigi